# Vitacura
Vitacura är en kommun i Chile.   Den ligger i provinsen Provincia de Santiago och regionen Región Metropolitana de Santiago, i den södra delen av landet, 11 km nordost om huvudstaden Santiago de Chile. Antalet invånare är 81 499. Arean är 28,3 kvadratkilometer.
Terrängen i Vitacura är kuperad norrut, men söderut är den platt.
Runt Vitacura är det i huvudsak tätbebyggt. Runt Vitacura är det mycket glesbefolkat, med 2 invånare per kvadratkilometer.